# Этногенез чувашей
Этногенез чувашей — процесс сложения современного чувашского этноса. Обычно имеют в виду начальный этап этнической истории, по завершении которого процесс не останавливается и может происходить включение в сложившийся этнос других ассимилируемых им групп, дробление и выделение новых этнических групп.
Современная методика исследований процессов сложения этнических общностей учитывает в комплексе три составляющих компонента: антропогенез, или биологическое происхождение народа; глоттогенез, или происхождение языка народа; и культурогенез — происхождение культуры народа. Таким образом, этногенез изучается на базе достижений антропологии и генетической генеалогии, лингвистики и палеографии, археологии, религиоведения, культурологии и фольклористики.

## Глоттогенез
Филолог, профессор ЧГУ им. И. Н. Ульянова Н. И. Егоров выделяет три основных компонента в глоттогенезе чувашского языка:

Современный общенациональный чувашский язык сложился в 15 в. на основе диалектов среднебулгарского языка. Важнейшую роль в глоттогенезе сыграли три основных компонента: 1) среднебулгарский язык-основа (уже освоивший значительное число среднекыпчакских заимствований, в том числе и лексику монгольского, персидского, арабского происхождения); 2) горномарийский субстрат (главным образом в диалекте верховых чувашей); 3) сильное контактное воздействие со стороны родственного татарского языка, проявляющееся в разной степени на всех строевых уровнях чувашского языка.— Егоров Н. И. Глоттогенез чувашский // Чувашская энциклопедия
Лингвист, академик АН СССР Б. А. Серебренников, указывая на лексические параллели чувашского и монгольских языков, чувашского и тунгусо-маньчжурских языков, на значительное количество слов, сближающих чувашский язык с языками сибирских и среднеазиатских тюркских народов, приходит к следующему выводу:

Распадение общетюркского языка в основном совершилось несомненно на территории Азии: один из этих вновь образовавшихся тюркских языков, предок современного чувашского языка, находился, по-видимому, где-то в районе Байкальского озера, по соседству с какими-то монгольскими языками.— Серебренников Б. А. Происхождение чуваш по данным языка // О происхождении чувашского народа / Сборник статей. — Чебоксары: Чуваш. гос. изд-во,  1957. — С. 41.
Далее он пишет:

…тюркоязычные предки современных чуваш были первыми тюркскими племенами, проникшими на территорию Европы.
Впоследствии тюркоязычная общность в нижнем течении Волги, по-видимому, распалась на два языка — булгарский и хазарский.— Серебренников Б. А. Происхождение чуваш по данным языка // О происхождении чувашского народа / Сборник статей. — Чебоксары: Чуваш. гос. изд-во,  1957. — С. 43.

Тесная связь булгарского и чувашского языков несомненна. Немногочисленные булгарские слова, сохранившиеся в надписях, обнаруживают такие особенности, которые встречаются только в чувашском языке и совершенно не свойственны другим тюркским языкам.— Серебренников Б. А. Происхождение чуваш по данным языка // О происхождении чувашского народа / Сборник статей. — Чебоксары: Чуваш. гос. изд-во,  1957. — С. 44.
Обследование двух наборов стословников и установление относительной хронологии генеалогических древ тюркских языков на основе лексико-статистических данных, проведённое А. В. Дыбо, показали, что начало распада пратюркского языка связано с отделение чувашского от других языков, обычно определяемое как отделение булгарской группы. На обоих генеалогических древах соответствующий первый узел датируется около −30 — 0 гг. до н. э. А. В. Дыбо связывает эту дату с миграцией части хунну из Западной Монголии на запад, через северный Синьцзян в Южный Казахстан, на Сыр-Дарью в 56 г. до н. э.

Первый узел обоих наших генеалогических древ — это отделение чувашского от других языков, обычно определяемое как отделение булгарской группы.— Дыбо, A. B. Хронология тюркских языков и лингвистические контакты ранних тюрков. — М.: Академия, 2004. — С. 766.
Довольно сильное отличие чувашского языка (и в меньшей степени халаджского) от других тюркских языков отмечает итальянский историк и филолог Igor de Rachewiltz. Чувашский язык не разделяет некоторые из общих характеристик тюркских языков до такой степени, отмечает Igor de Rachewiltz, что некоторые учёные считают его независимым членом алтайской семьи, как тюркские или монгольские языки, а объединения чувашского с тюркскими языками было компромиссным решением в целях классификации.
Напротив, один из ведущих российских специалистов в области сравнительно-исторического языкознания народов Сибири, Центральной Азии, Дальнего Востока и Северной Америки, доктор филологических наук, ведущий научный сотрудник Центра компаративистики Института восточных культур и античности РГГУ Олег Мудрак считает:

И есть чувашский или булгарский языки. Это уникальная ветвь внутри тюркских языков. Это самый первый выброс тюркского элемента на запад. Отличается очень сильно лексически, грамматически и фонетически, но является несомненно тюркским языком. Сейчас носители этого языка живут на территории Чувашской Республики. Раньше жили на территории современного Татарстана. Собственно Волжская Булгария и территории с фиксируемым этнонимом булгар и были территориями их пребывания.— Мудрак О.А , Язык во времени. Классификация тюркских языков. — Лекция, 16 апреля 2009 года, проект «Публичные лекции «Полит.ру»

## Культурогенез
Историки А. Б. Булатов и В. Д. Димитриев, обратившись к «Истории Агван Мойсея Каганкатваци», в своей статье, в изданной в 1962 г., указали на существование прямых параллелей между религией и семейными отношениями сувар (савир) VII в. и чувашей позднего времени, также установив бытование аналогичных форм религии у булгар VIII—XIII вв. Всё это, по их мнению, служит одним из доказательств положения об определяющей роли булгаро-сувар в этногенезе чувашей, а также позволяет утвердительно говорить о формировании дохристианских верований марийцев и удмуртов под воздействием булгаро-суварской языческой религии.
Филолог Н. И. Егоров отмечал связь мифологии чувашей с религиозными представлениями древних иранцев.

Заметный след в мифологической системе чувашей оставили религиозные представления древних иранцев.— Егоров Н. И. Примечания. // Хрестоматия по культуре Чувашского края: дореволюционный период. — Чебоксары: Чуваш. кн. изд-во, 2001. — С. 254.
Значительное хозяйственно-культурное влияние ираноязычных племён на предков чувашей — булгаро-суварские племена — подтверждал и историк В. Д. Димитриев.

В начале нашей эры болгаро-суварские племена из-за наступления засухи оторвались от остальных тюрков и тронулись в западном направлении. Постепенно продвигаясь через Семиречье и территорию Казахстана, где в то время обитали североиранские племена, во II и III веках оказались на Северном Кавказе, среди ираноязычных сарматов и аланов. Пять столетий провели здесь болгары и сувары, тут осваивали навыки оседлой жизни и земледелия. Они испытали значительное хозяйственно-культурное влияние ираноязычных племён.— Димитриев В. Д. Чувашские исторические предания: Очерки истории чувашского народа с древних времен до середины XIX века. / Второе, дополненное издание. — Чебоксары: Чуваш. кн. изд-во, 1993. — 20—21 с.
По результатам историко-культурологических исследований В. В. Николаева, Д. Ф. Мадурова, Ю. Ю. Ювенальева, А. А. Трофимова, именно в культуре чувашей, в отличие от соседних народов, присутствует мощный пласт элементов культуры, связанный с культурой древних земледельцев Передней Азии.

## Антропогенез

### Результаты исследований
Современные чуваши по своему антропологическому составу — народ сильно смешанный, состоящий из различных европеоидных и монголоидных типов и их смешанных форм. По данным экспедиции Института антропологии Московского университета, проведенной под руководством П. И. Зенковича в 1936 году при участии Т. А. Трофимовой в Моргаушском, Аликовском, Калининском и Красноармейском районах Чувашской АССР, чуваши характеризовались ростом ниже среднего, обладали удлиненной формой головы (головной указатель 79,3), среднешироким (140,1 мм), но удлиненным лицом (128,4), преобладанием тёмных волос и тёмных и смешанных оттенков глаз.
Проведенное во время работ экспедиции при обследовании чувашского населения визуальное определение антропологических типов позволило констатировать, что среди обследованных 63,5 % могли быть отнесены к субуральскому типу, причём почти в половине случаев из этого числа отмечены более или менее выраженные европеоидные черты. Около 21,1 % составляли представители различных европеоидных типов как тёмноокрашенных, так и русоволосых и светлоглазых. Первые из них преобладали. Всего 5,1 % обследованных можно было отнести к сублапоноидному типу, отличающемуся относительно низким лицом и широким носом, при ослабленной выраженности монголоидных признаков (компонент у татар встречается значительно чаще). 10,3 % наблюдений было отнесено к монголоидным типам и их смешанным с европеоидными формами. Только 1/3 из этого состава, то есть около 3,5 % на всю группу обследованных, могла быть отнесена к относительно «чистым» монголоидным формам.
Ослабленный рост бороды, развитая складка верхнего века, встречающийся эпикантус, уплощенное лицо, пониженное переносье — указывают на монголоидную примесь и позволяют характеризовать исследованных чувашей по их антропологическим признакам как промежуточную группу между европеоидами и монголоидами.
От казанских татар чуваши отличаются, главным образом, более удлиненной формой головы и более низким ростом, более высоким лицом и более узким носом, при этом со значительно чаще встречающейся у них вогнутой спинкой носа; последние два признака сближают их с мари. По общей суммарной характеристике, по преобладающему антропологическому типу чуваши могут быть отнесены к «средневолжскому» или «субуральскому» типу (Бунак), представляющему собой, по всей вероятности, результат древнего смешения европеоидных типов с каким-то длинноголовым монголоидным компонентом (уральским). Имеющиеся антропологические данные позволяют утверждать, что рядом антропологических типов чуваши связываются с населением Марийской, Татарской, Удмуртской и Мордовской республик, а также частично с соседним русским населением.

— Трофимова Т. А. Антропологические материалы к вопросу о происхождении чувашей. Архивная копия от 18 сентября 2020 на Wayback Machine // Советская этнография. — 1950. — № 3. — С. 54—65.
Новый материал был опубликован Т. И. Алексеевой, показавшей путем сопоставления географической изменчивости горизонтальной профилировки лица и эпикантуса, что монголоидная примесь сильнее выражена в составе северных чувашей по сравнению с южными. То же обстоятельство отметила и М. С. Акимова при сопоставлении краниологических данных. Антропологические данные свидетельствуют о какой-то специфике северных чувашей по сравнению с южными и несколько отличном пути их формирования. Т. И. Алексеева отметила понтийскую примесь в Яльчикском районе. Получение многочисленного палеоантропологического материала из средневековых могильников на территории Чувашии помогло бы решить эту проблему.
Согласно исследованиям Globetrotter Оксфордского университета, чувашская популяция имеет «очень древнего предка» из Восточной Азии, но присутствует и сильная связь с европейским населением «домонгольского периода», причём первое смешивание восточно-азиатской и европейской популяции имело место ещё в I тысячелетии нашей эры («учёные соотносят это событие с Великим переселением народов»).

### Генетическая генеалогия
В генетической генеалогии изучаются гаплогруппы Y-хромосомные (Y-ДНК), митохондриальные (мтДНК) и ГКГ-гаплогруппы. Генетические маркеры Y-ДНК передаются с Y-хромосомой исключительно по отцовской линии (то есть от отца сыновьям), а маркеры мтДНК — по материнской линии (от матери всем детям).
На сайте FamilyTreeDNA открыт Чувашский ДНК-проект, обсуждение которого ведётся на форуме сайта «Молекулярная генеалогия».

#### Y-хромосомные гаплогруппы
| Объём выборки | Частоты гаплогрупп (%) | Частоты гаплогрупп (%) | Частоты гаплогрупп (%) | Частоты гаплогрупп (%) | Частоты гаплогрупп (%) | Частоты гаплогрупп (%) | Частоты гаплогрупп (%) | Частоты гаплогрупп (%) | Опубликовано              |
| Объём выборки | I                      | E3b                    | R1b                    | R1a                    | N3                     | N2                     | Q                      | С                      | Опубликовано              |
| 79            | 11,4                   | 8,9                    | 3,8                    | 31,6                   | 17,7                   | 10,1                   | 0                      | 1,3                    | Tambets, K. et al. (2004) |

| Объём выборки | Гаплогруппа I | Гаплогруппа I | Частоты субгаплогрупп гаплогруппы I (%) | Частоты субгаплогрупп гаплогруппы I (%) | Частоты субгаплогрупп гаплогруппы I (%) | Частоты субгаплогрупп гаплогруппы I (%) | Частоты субгаплогрупп гаплогруппы I (%) | Частоты субгаплогрупп гаплогруппы I (%) | Ϧ    | Опубликовано             |
| Объём выборки | N             | %             | I* M170                                 | I1a* M253                               | I1a4 M227                               | I1b* P37                                | I1b2 M26                                | I1c M223                                | Ϧ    | Опубликовано             |
| 80            | 9             | 11,3          | -                                       | 7.5                                     | -                                       | 1.3                                     | -                                       | 2.5                                     | .555 | Rootsi, S. et al. (2004) |

Y-хромосомные гаплогруппы 17 представителей чувашского этноса также рассматривались в коллективном исследовании «Y-Chromosomal Diversity in Europe Is Clinal and Influenced Primarily by Geography, Rather than by Language».
Y-хромосомные гаплогруппы чувашей в контексте распространения в Восточной Европе и Восточной Азии гаплогруппы NO рассматриваются в статье A counter-clockwise northern route of the Y-chromosome haplogroup N from Southeast Asia towards Europe.

#### Митохондриальные гаплогруппы
| Объём выборки | Частоты гаплогрупп (%) | Частоты гаплогрупп (%) | Частоты гаплогрупп (%) | Частоты гаплогрупп (%) | Частоты гаплогрупп (%) | Частоты гаплогрупп (%) | Частоты гаплогрупп (%) | Частоты гаплогрупп (%) | Частоты гаплогрупп (%) | Частоты гаплогрупп (%) | Частоты гаплогрупп (%) | Частоты гаплогрупп (%) | Частоты гаплогрупп (%) | Частоты гаплогрупп (%) | Частоты гаплогрупп (%) | Частоты гаплогрупп (%) | Частоты гаплогрупп (%) | Частоты гаплогрупп (%) | Частоты гаплогрупп (%) | Частоты гаплогрупп (%) | Частоты гаплогрупп (%) | Частоты гаплогрупп (%) | Частоты гаплогрупп (%) | Частоты гаплогрупп (%) | Частоты гаплогрупп (%) | Частоты гаплогрупп (%) | Частоты гаплогрупп (%) | Частоты гаплогрупп (%) | Частоты гаплогрупп (%) | Частоты гаплогрупп (%) | Частоты гаплогрупп (%) | Частоты гаплогрупп (%) | Опубликовано                 |
| Объём выборки | H                      | pV, V                  | pHV, HV                | U                      | K                      | U*                     | U1                     | U2                     | U3                     | U4                     | U5                     | U8                     | J                      | T                      | T1                     | I                      | W                      | N1a                    | N1b                    | R                      | M                      | M*                     | C                      | Z                      | D                      | G                      | N9                     | Y                      | F                      | B                      | A                      | Others                 | Опубликовано                 |
| 55            | 27,3                   | 7,3                    | 0                      | 43,6                   | 7,3                    | 1,8                    | 0                      | 0                      | 1,8                    | 16,4                   | 14,5                   | 1,8                    | 5,5                    | 3,6                    | 3,6                    | 1,8                    | 0                      | 1,8                    | 0                      | 0                      | 7,3                    | 1,8                    | 1,8                    | 0                      | 3,6                    | 0                      | 0                      | 0                      | 0                      | 0                      | 1,8                    | 0                      | Bermisheva, M. et al. (2002) |

| Объём выборки | Частоты гаплогрупп (%) | Частоты гаплогрупп (%) | Частоты гаплогрупп (%) | Частоты гаплогрупп (%) | Частоты гаплогрупп (%) | Источник                                         | Опубликовано              |
| Объём выборки | V                      | U5b1b1                 | H1                     | D5                     | Z                      | Источник                                         | Опубликовано              |
| 89            | 5,6                    | 1,1                    | 2,2                    | 0                      | 0                      | Richards et al. (2000); Bermisheva et al. (2002) | Tambets, K. et al. (2004) |

## Теории и гипотезы
В научном мире основной является теория булгаро-чувашской этнической и языковой преемственности. Продолжают существовать и другие версии:
- булгаро-суварская
- суварская
- добулгаро-тюркская
- булгаро-марийская
- автохтонная
  - скифо-сарматская
  - финно-угорская
    - марийская
    - ведская

  - сувазская

### Булгаро-суварская теория
Одним из доказательств положения об определяющей роли булгаро-сувар в этногенезе чувашей, по мнению историков А. Б. Булатова и В. Д. Димитриева, является существование прямых параллелей между религией и семейными отношениями сувар (савир) VII в. и чувашей позднего времени, а также бытование аналогичных форм религии у булгар VIII—XIII вв..
Большой вклад в популяризацию суваро-булгарской теории в последние годы внесли труды В. Н. Алмантая.

### Булгарская теория
Впервые о булгарском происхождении чувашей написал в XVIII в. В. Н. Татищев в своём труде «История Российская»:

Вниз по реке Волге чуваши, древние болгары, наполняли весь уезд Казанской и Симбирской— Татищев В. Н. История Российская. — М.; Л., 1962. — Т. I. — С. 252.

Чуваши, народ болгарской, около Казани— Татищев В. Н. История Российская. — М.; Л., 1962. — Т. I. — С. 426.

Вниз по Каме жили биляры, или болгары, и чолматы… ныне остатки их чуваша, которых и вниз по Волге довольно— Татищев В. Н. История Российская. — М.; Л., 1962. — Т. I. — С. 428.

Оставшие болгарские народы чуваша— Татищев В. Н. История Российская. — М.; Л., 1964. — Т. IV. — С. 411.

Закон у них [болгар] был брахманов, как выше сказано, что ещё в остатках их видимо, ибо о перехождении душ из одного в другое животное нечто чуваши верят— Татищев В. Н. История Российская. Часть I. Глава 25.
В 40-х гг. XIX в. чешский учёный П. И. Шафарик, ссылаясь на данные исторических источников, заключил, что чуваши — потомки волжских болгар.
В 1863 г. татарский учёный Хусейн Фейзханов опубликовал статью «Три надгробных болгарских надписи», в которой представил научной общественности результаты расшифровки булгарских эпитафий чувашскими словами.
На основе данных, представленных Х. Фейзхановым, Н. И. Ильминский опубликовал статью о чувашских словах в болгарском языке.
После публикации в 1866 г. «Именника болгарских царей» академик А. А. Куник заявил в печати, что в чувашах он видит остатков волжских болгар, что чуваши «задолго до вторжения татар» поселились в Среднем Поволжье, с чувашами связаны «хагано-болгары на Дунае, чёрные болгары на Кубани».
Венгерский учёный Б. Мункачи, на основе сведений, собранных им в ходе научной экспедиции в чувашские селения Симбирской и Казанской губерний, опубликовал три статьи о болгаро-чувашских словах в венгерском языке и подтвердил выводы академика А. А. Куника.
Профессор Казанского университета И. Н. Смирнов в книге «Черемисы» исследовал заимствованные восточными и западными марийцами чувашские слова. В выводах от указал, что болгарский язык соответствовал чувашскому языку, что в Волжской Болгарии сложилась болгарская цивилизация, оказавшая огромное этнокультурное влияние на марийцев.
В 1897 г. финский учёный Х. Паасонен издал труд «Тюркские слова в мордовском языке», в котором рассматривал главным образом чувашские заимствования, свидетельствующие о болгарском влиянии.
В комплексном историко-лингвистическое исследовании Н. И. Ашмарина «Болгары и чуваши», опубликованном в 1902 г., обобщены все известные к началу XX в. сведения о булгарах и сделаны следующие выводы: 1) «Язык волжских болгар тождествен с современным чувашским»; 2) «Современные нам чуваши представляют из себя не что другое, как прямых потомков волжских болгар»; 3) «Смешение тюркских болгар с жившими по соседству с ними финнами и обращение их в особую смешанную расу, которая однако сохранила болгарский язык и болгарское национальное название (чуваш), началось весьма рано, во всяком случае ранее X века… Не будет никаких препятствий к тому, чтобы считать тех болгар, которые жили на Волге… весьма близкими по их этническому составу к современным чувашам».
В 1903 г. финский лингвист Ю. Вихман опубликовал исследование «Чувашские слова в пермских языках», в котором показал огромное болгарское влияние на хозяйство, быт, культуру и государственную организацию общества удмуртов и коми-зырян.
В написанном в 1904 г. труде «Волжские болгары» И. Н. Смирнов пришел к выводу, что болгарский язык — древнечувашский язык, Волжская Болгария — древнечувашское государство, болгарская культура — древнечувашская культура.

### Суварская теория
Отождествление чуваш с суварами встречается в историко-этнографическом очерке Аристарха Сперанского, изданного в Казани в 1914 г.

Болгары-магометане слились с татарами-магометанами. Образовалось аристократическое Казанское царство, в котором военное сословие состояло из татар, торговое — из болгар, земледельческое из чуваш-савар. Власть царева распространилась на инородцев края, которые начали переходить в магометанство. Так продолжалось до 1552 г., когда Казань была взята и покорена Москвою, но переход инородцев в магометанство продолжается и доселе. Этим то и объясняется тот факт, что тюркский тип в татарах очень слаб, а финско-чувашский очень значителен.— Сперанский А. Казанские татары (историко-этнографический очерк). - Казань: Центр. типография, 1914. — С. 7.
О суварском происхождении чувашей писал и Н. Я. Марр. При этом он не противопоставлял сувар и булгар, называя их «народом одной породы».

Что Suvār, название города, — племенное название, что такое племенное название существовало при болгарах и что под этим названием надо понимать чувашей, как теперь вскрывается яфетическим языкознанием, именно наших конкретных чувашей с правого берега Волги, это ясно и из письма хазарского кагана Иосифа, где читается: «На этой реке (Итиль) живут многие народы… буртас, булгар, сувар, арису (эрзя), цармис (черемис), венентит, север (или савар), славіун (славяне)». Вестберг, цитируя это место, правильно замечает, что «Сувар или сивар племя и город болгар у арабских писателей… Арису или арса тождественны с мордвою. Насупротив последних на другом берегу Волги жили цармис, то есть черемисы», но Вестберг не чует, что сувары, живущие на этом берегу, это чуваши, и никто другой, они же народ одной породы с болгарами.— Марр Н. Я. Чуваши — яфетиды на Волге. — Чебоксары: Чувашское государственное издательство, 1926. — С. 3—74.
На специальной сессии Отделения истории и философии АН СССР (Москва, апрель 1946 г.) для обоснования генетической связи волжских булгар с казанскими татарами казанский историк и археолог Н. Ф. Калинин выдвинул суварскую гипотезу этногенеза чувашей в которой уже не было места булгарам.

Памятниками письменности этого населения и являются широко распространенные в Татарии эпитафии «второго стиля» с «чувашизмами» и с упрощённой куфической традиционной графикой. Возможно, что здесь мы имеем также проявление особой этнической группы, исконно жившей в Булгарии, которую можно назвать тюрко-чувашской или суварской, имевшей в более ранние века свой политический центр (г. Сувар), свою феодальную знать. С утратой Суваром прежнего положения, с возвышением г. Булгара, а затем с монгольским завоеванием и сильной перетасовкой населения, в частности потомки Суварской знати, утратившие политическое влияние, оказались на положении былой аристократии, державшейся старых традиций в языке, обычаях. Возможно, что проявлением этих традиций «суварской знати» служат памятники «переходного стиля», выше нами охарактеризованные. Таким образом, в здесь представленных булгарских лингвистических памятниках мы можем различать по крайней мере два диалекта и установить генетическую связь булгар с казанскими татарами, что особенно ярко проявляется из сравнения памятников 1 стиля с казанскими памятниками того же характера, относящимися к XV—XVI вв. Эту преемственную линию можно провести и далее — в XVII, XVIII вв. — Калинин H. Ф. К вопросу о происхождении казанских татар. // Происхождение казанских татар: Материалы сессии отделения истории и философии АН СССР, организованной совместно с институтом языка, литературы и истории Казанского филиала АН СССР, 25—26 апреля 1946 г. в г. Москве (по стенограмме). — Казань: Татгосиздат, 1948. — С. 104.
На этой же сессии предположение Н. Ф. Калинина в своём заключительном слове поддержал археолог А. П. Смирнов.

Чуваши связываются с местными оседлыми племенами, вероятней всего с эсегель и сувар (их город Ошел в 1220 году взят был русскими), входившими в состав Булгарского царства. На это, в частности, указывал Марр, который связывал сувар с чувашами. Мне кажется, что они входили в Булгарское царство как одно из племён.— Смирнов А. П. Заключительные слова // Происхождение казанских татар: Материалы сессии отделения истории и философии АН СССР, организованной совместно с институтом языка, литературы и истории Казанского филиала АН СССР, 25—26 апреля 1946 г. в г. Москве (по стенограмме). — Казань: Татгосиздат, 1948. — С. 148.
На научной сессии Отделения истории и философии Академии наук СССР и Чувашского научно-исследовательского института, состоявшейся, в Москве в январе 1950 г., П. Н. Третьяков резко возразил А. П. Смирнову.

Так, А. П. Смирнов … усматривает разницу между татарами и чувашами в том, что татары — это потомки якобы собственно болгар, тогда как чуваши — потомки болгарского племени суваров. Такой вывод, поддержанный некоторыми другими исследователями, находится, однако, в противоречии с концепцией самого А. П. Смирнова. Противоречие это заключается … в том, что сами болгары изображаются по сути дела в качестве двух монолитных этнических групп, чего в действительности не было. Как указывалось выше, болгарские племена Приазовья представляли собой в этническом отношении весьма пёстрое образование. Предполагать, что в пределах Волжской Болгарии с её оживленной торговой жизнью существовали болгары и сувары как две различные этнические группы, конечно, не приходится.— Третьяков П. Н. Вопрос о происхождении чувашского народа в свете археологических данных. // Советская этнография. — 1950. — Вып. 3. — С. 51—52.

### Добулгаро-тюркская гипотеза
В 1971 г. Институт языка, литературы и истории им. Г. Ибрагимова Казанского филиала АН СССР опубликовал сборник статей, в котором затронуты вопросы происхождения тюркоязычных народов Среднего Поволжья и дана историческая интерпретация некоторых археологических памятников.
В 1972 г. вышли рецензии на этот сборник, подготовленные Г. Е. Корниловым и А. П. Смирновым.
Четверо из авторов сборника А. X. Халиков, П. Н. Старостин, Е. А. Халикова и А. Г. Петренко выступили с ответом.

Проблемы, поднятые в сборнике «Вопросы этногенеза тюркоязычных народов Среднего Поволжья», имеют принципиальное значение. Их изучение и решение отнюдь не вызваны тем, что «между татарскими и чувашскими историками и археологами ведется давний спор о булгарском наследии», как это пытается представить А. П. Смирнов (стр. 503).— Халиков А. X., Старостин П. Н., Халикова Е. А., Петренко А. Г. Вопросы этногенеза тюркоязычных народов Среднего Поволжья (по поводу рецензии А. П. Смирнова) // Советская археология. — 1974. — Вып. 1. — С. 274.
В ответной статье А. П. Смирнов ещё раз подверг критике статью татарского археолога А. Х. Халикова, указав на отсутствие у него доказательств, подтверждающих сколь-либо значительное переселение тюркских племён в Среднее Поволжье в добулгарскую эпоху.

В. А. Оборин прав, отмечая чрезмерное преувеличение роли угорского и тюркского населения в Прикамье в работах В. Ф. Генинга и А. X. Халикова. Материал, которым мы располагаем, позволяет считать, что тюрки начинают активно проникать на север только с эпохи Хазарского каганата и Волжской Булгарии, что нашло своё отражение в письменных источниках, а также в украшениях и керамике, не говоря уже об оружии — мечах и стрелах. Эти внедрения оказали существенное влияние на состав местного населения, о чём мы можем судить по антропологическим данным.— Смирнов А. П. Ответ А. X. Халикову, П. Н. Старостину, Е. А. Халиковой, А. Г. Петренко и др. // Советская археология. — 1974. — Вып. 2. — С. 323.

В настоящее время мы не располагаем данными, позволяющими говорить о ранней тюркизации населения Западного Приуралья.
Тюркские элементы, которые можно выявить в Забайкалье, на территории Тувы, Средней Азии, появляются на Средней Волге только в булгарскую эпоху. У нас нет оснований говорить об этом для более раннего времени.— Смирнов А. П. Ответ А. X. Халикову, П. Н. Старостину, Е. А. Халиковой, А. Г. Петренко и др. // Советская археология. — 1974. — Вып. 2. — С. 324.
В 2001 г. татарские историки Д. М. Исхаков и И. Л. Измайлов вновь «подняли» идеи А. X. Халикова, написав, что в V веке в лесах Окско-Свияжского междуречья, то есть на территории Нижегородской области, Мордовской и Чувашской республик, поселились группы кочевых огуро-тюркских племён, давшие начало формированию чувашского этноса. Проверить предположения данных татарских историков не представляется возможным из-за отсутствия ссылок на источники информации.

Держава европейских гуннов, возникшая в Паннонии, включала, видимо, европейские степи вплоть до Волги. Конгломерат разноязычных народов был непрочен. Вскоре после гибели их вождя Аттилы (452) держава распалась, а восставшие народы нанести поражение гуннам в битве при Недао (454), заставив гуннское племя акацир отступить в Поволжье (Иордан. С. 37, 262—263), где их поглотила новая сила — болгары. Возможно, именно в это время или несколько ранее одна из групп огуро-тюркских племен, разбитая в степи, отступила в леса Окско-Свияжского междуречья, дав начало формированию современных чувашей.— Исхаков Д. М ., Измайлов И. Л. Предыстория татарского этноса. Образование основных этнических компонентов татар (VI — середина XIII века) // Татары. — М.: Наука, 2001. — С. 45.

### Булгаро-марийская гипотеза
В. И. Татищев говорил о предках верховых чувашей следующее:
По Волге черемиса выше Казани, сами зовутся море. Они разделены надвое; нагорные по правой стороне Волги от реки Суры вниз до устья реки Свиаги. Их города: главный Свиаск, выше оного Чебоксарь, Цивильск и Козмодемьянск --''Татищев В. Н.'' История Российская. — М.; Л., 1962. — Т. I. — С. 252
Тут говорится что от Козмодемьянска до Свияжска жили «горные черемисы» а точнее «верховые чуваши». В связи с этим Марийцы называют «верховых чуваш» — на своём языке «суасла мари», то есть в переводе оно означает «очувашенные марийцы», так как когда то были ассимилированы чувашским народом. По этому наименование «суасла мари» не распространяется на средних и низовых подгрупп чуваш, а определяет только верховых.

В той же статье пунктом ниже В. И. Татищев продолжает:
Вниз по реке Волге живут чуваши, древние болгары, наполняли весь уезд Казанский и Симбирский. Сии наиболее язык татарским испортили. Ныне же по принятии крещения весьма их мало остается, ибо многие, не желая креститься, перешли к башкирам и в другие уезды поселились.
Здесь мы как раз видим что в этом пункте говорится о «низовых чувашах», то есть не смешанных с марийцами и другими народами, которые в то время и сейчас живут в Ульяновской и Татарстанской части Поволжья, ниже реки устья Камы. О разных происхождениях верховых и низовых чуваш говорит так же отличие национальных костюмов, диалекта и культуры.
В своей кандидатской диссертации И. В. Антонов предполагает, что возникновение чувашского этноса связано со смешением незначительной части булгар с прежним марийским населением территории современной Чувашии.

Основная масса сохранившегося булгарского населения наряду с пришлыми кочевниками и финно-уграми Предкамья влилась в состав этнической общности казанских татар, в то время как в Сурско-Свияжское междуречье в XIII в. выселилась незначительная часть булгар, результатом смешения которой с прежним марийским населением явилось возникновение чувашского этноса.— Антонов И. В. Этнокультурная история Волго-Уральского региона в XIII — начале XV вв.: дис. канд. истор. наук : 07.00.06 — Уфа, 2000. — 283 с.

### Автохтонная гипотеза
Формирование автохтонной гипотезы связано с изданием Постановления ЦК ВКП(б) от 9 августа 1944 г. «О состоянии и мерах улучшения массово-политической и идеологической работы в Татарской партийной организации» и последовавших за этим решений, принятых на специальной сессии Отделения истории и философии АН СССР (Москва, апрель 1946 г.) и научной сессии Отделения истории и философии Академии наук СССР и Чувашского научно-исследовательского института (Москва, январь 1950 г.).
Материалы научной сессии Отделения истории и философии Академии наук СССР и Чувашского научно-исследовательского института (Москва, январь 1950 г.) были опубликованы в журнале Советская этнография.

Публикуемые здесь исследования по этногенезу чувашского народа представляют собой доклады, прочитанные авторами на сессии Отделения истории и философии Академии Наук СССР и Чувашского научно-исследовательского института языка, литературы и истории 30—31 января 1950 г. Статьи находились уже в наборе, когда были опубликованы работы И. В. Сталина «Относительно марксизма в языкознании», «К некоторым вопросам языкознания» и «Ответ товарищам», ценнейшие указания которых авторы постарались учесть.— Третьяков П. Н. Вопрос о происхождении чувашского народа в свете археологических данных. // Советская этнография. — 1950. — Вып. 3. — С. 44.]
Основные положения автохтонной гипотезы чувашского этногенеза определялись булгаро-татарской гипотезой этногенеза казанских татар, получившей статус официальной на специальной сессии, организованной 25—26 апреля 1946 г. Отделением истории и философии АН СССР совместно с Институтом языка, литературы и истории Казанского филиала АН СССР. П. Н. Третьяков по этому поводу писал:

Вопрос о происхождении чувашского народа может получить удовлетворительное решение лишь в том случае, если он будет рассматриваться в неразрывной связи с вопросом о происхождении всех других народов Волго-Камья и в первую очередь с вопросом о происхождении татарского народа.— Третьяков П. Н. Вопрос о происхождении чувашского народа в свете археологических данных. // Советская этнография. — 1950. — Вып. 3. — С. 51.]
В статье «Этногенез чувашей по данным языка» тюрколог В. Г. Егоров предположил, что местное автохтонное население, с незапамятных времен обитавшее в Волжско-Камском крае и состоявшее из разнородных и разноязычных лесных племён скифо-сарматского происхождения с охотничьим и рыболовным хозяйством, смешались со скотоводами-тюрками, образовав добулгарское чувашское племенное объединение в котором численно преобладали тюрки и доминировал тюркский язык. В последующем чуваши были ассимилированы булгарами.

Когда же потом пришли на Волгу булгары-тюрки, то чувашское племенное объединение в силу общности языка и некоторых бытовых особенностей легко ассимилировалось с ними. Этим только и можно объяснить, почему именно соседи чувашей, как марийцы, удмурты, отчасти и мордва, наравне с чувашами входившие в состав Булгарского царства, нисколько не поддались ассимиляции с пришельцами, в чистоте сохранили свой язык, ограничились только заимствованием нескольких десятков булгарских слов, а чуваши окончательно тюркизировались.— Егоров В. Г. Этногенез чувашей по данным языка. // Советская этнография. — 1950. — № 3. — С. 86.
Далее В. Г. Егоров предполагает, что в результате ассимиляции булгарами тюркоязычных чувашских племён возникло племенное объединение cyвap.

…чувашский народ формировался на нынешней территории постепенно путём смешения аборигенов местного края с пришлыми, более культурными булгарами. Местное автохтонное население, с незапамятных времен обитавшее в Волжско-Камском крае, по видимому, состояло из разнородных и разноязычных лесных племен скифо-сарматского, отчасти, быть может, и пришедших сюда позднее степных племён тюркского происхождения. В своём тюркском слое оно очень легко поддалось смешению с пришлыми булгарами-тюрками. Весьма возможно, что к IX—X вв. из смешения их образовалось довольно сильное и многочисленное племенное объединение cyвap с одноименным большим торгово-промышленным городом. О крупном экономическом значении г. Сувара говорит уже факт собственной чеканки им монет, из коих известны монеты, чеканенные в X в. в период времени между 931 и 992 гг. По всей вероятности, булгарский этнический элемент отложился в чувашской народности довольно мощным творческим пластом, он и языку чувашскому сообщил тюркский строй речи и тюркскую лексику.— Егоров В. Г. Этногенез чувашей по данным языка. // Советская этнография. — 1950. — № 3. — С. 81.
В статье «К вопросу о происхождении чуваш и их языка» В. Г. Егоров поместил специальный раздел «Теория автохтонности чуваш на территории Среднего Поволжья» и полемизируя со сторонниками булгарской теории происхождения чуваш, заявляет:

Археологические раскопки на территории Чувашии и добытые при раскопках палеоантропологические материалы указывают, что чуваши являются не пришлым элементом, а автохтонным, исконным населением местного края, что они обосновались здесь задолго до булгар. Можно полагать, что отдалённые предки чуваш в доисторические времена представляли собой небольшую обособленную группу угро-финских племён.— Егоров В. Г. К вопросу о происхождении чуваш и их языка. // Записки ЧНИИ. Вып. VII. — Чебоксары, 1953. — С. 69.
Таким образом, автохтонные, с незапамятных времен обитавшие в Волжско-Камском крае, разнородные и разноязычные лесные скифо-сарматы к 1953 г. у В. Г. Егорова превратились уже в не менее автохтонную, исконно населявшую Волжско-Камский край с доисторических времен, небольшую обособленную группу угро-финских племён.
Востоковед А. П. Ковалевский в племени «суваз», упомянутом в «Записках» Ахмеда ибн Фадлана, увидел предков чуваш.

…если с одной стороны учесть, что названия сăваз-сăваç и чăваш являются лишь видоизменениями того же самого слова, а с другой стороны обратить внимание на замечательный факт, указанный П. Г. Григорьевым, что чуваши, также как и сувазы в 922-м году, в продолжение многих веков упорно не хотели принимать ислама, нельзя не увидеть тесную связь между обоими народами.— Ковалевский А. П. Чуваши и булгары по данным Ахмеда Ибн-Фадлана. — Чебоксары: Чуваш. гос. изд-во, 1954. — С. 45.
При этом А. П. Ковалевский считал сувазов небулгарским народом местного происхождения, принявшим булгарский язык от булгар, но сохранившим некоторые диалектические особенности, в том числе наличие звука «з» или «ç» на месте некоторых булгарских «р», а также, вероятно, с преобладанием глухих согласных.

С принятием ислама происходит окончательная булгаризация знати племени сăваз, что отражается также и в названии нового города Сăвар с конечным «р». В дальнейшем Сăвар теряет свою политическую самостоятельность и окончательно подчиняется Булгару. Между тем основная масса племени, по видимому, все же отказалась подчиниться новым порядкам и начала постепенно переселяться на правый берег Волги, где часть племени жила, вероятно, и раньше. При этом она сохраняла свою языческую религию и некоторые особенности своего наречия. Из смешения этой части «народа сăваз» или «цăваз» с местным населением правого берега Волги образовался чувашский народ.— Ковалевский А. П. Чуваши и булгары по данным Ахмеда Ибн-Фадлана. — Чебоксары: Чуваш. гос. изд-во, 1954. — С. 51.
Подобные вольные интерпретации текста «Записок» А. П. Ковалевским вызвали замечания у В. Д. Димитриева, посчитавшего, что вывод А. П. Ковалевского не подкреплен и не мог быть подкреплен никакими фактическими данными.

Ковалевский допустил вольность: якобы сувазы, отказавшись принять ислам, перекочевали на правый берег Волги. В действительности же ибн-Фадлан пишет о племени суваз, сообщает не о переправе сувазов на правый берег Волги, а только о временной перекочёвке их от стоянки царя Алмаса и указывает, что вскоре и сувазы приняли ислам.— Димитриев В. Д. Об обосновании Н. И. Ашмариным теории болгаро-чувашской языковой и этнической преемственности. // Известия Национальной академии наук и искусств Чувашской Республики. — 1996. — № 1. — С. 183—200.
Со стороны редакции издания «Чуваши и булгары по данным Ахмеда Ибн-Фадлана» А. П. Ковалевскому также было дано несколько замечаний.

Несколько смущает нас только одно — это утверждение автора, что «племя суваз к числу булгарских племен не принадлежало, оно было местного происхождения» (стр. 49, 50).
Несколько неясным остается в работе и то, что автор не объясняет, почему местное племя «суваз» отказалось от родного языка и усвоило один из диалектов булгарского языка. В этом случае он ограничивается только следующим замечанием: «народ суваз в состав настоящих булгарских племен не включался. Но это конечно, не значит, что сувазы в то время не говорили на одном из диалектов булгарского языка».— Ковалевский А. П. Чуваши и булгары по данным Ахмеда Ибн-Фадлана. — Чебоксары: Чуваш. гос. изд-во, 1954. — С. 5.
Возможно, что причины, побудившие А. П. Ковалевского к подобным заявлениям, связаны с официальными теориями этногенеза татар и чуваш, принятыми на сессиях Отделения истории и философии АН СССР в 1946 и 1950 гг., тем более что А. П. Ковалевский в 1938 г. был осуждён по 58 статье и освободился только в 1945 г.
Татарский филолог М. З. Закиев, чьи идейно-теоретические концепции на исторические темы историк И. Л. Измайлов относит к фолк-хистори, обратившись к эрзянскому экзоэтнониму чувашей «ветьке», предположил, что некогда на территории современной Чувашии существовал финно-угроязычный народ веда, который сменил свой этноним и язык под влиянием обычнотюркоязычных суасов.

Чуваши — потомки прежних финно-угроязычных вед; они формировались в процессе тесного общения и консолидации вед с обычнотюркоязычными суасами, в результате смешения финно-угорского и тюркского языков, перевес оказался на стороне тюркского строя, бывшим ведам закрепился и тюркский этноним суаc > чуваш.
Не вошедшая в состав чувашей часть тюркоязычных суасов принимала участие в образовании булгаро-татар.— Закиев М. З. История татарского народа (Этнические корни, формирование и развитие). / Закиев М. З. — М.: ИНСАН, 2008. — С. 32.
В книге «Волжские булгары и их потомки», написанной им в соавторстве с Я. Ф. Кузьмин-Юманади в 1993 г., М. З. Закиев предполагал, что в этногенезе чувашей участвовали некие суасы, некий народ, говоривший на монголо-тюркском смешанном языке и марийцы. В результате образовался чувашский этнос с новым языком, выбравший себе в качестве самоназвания финно-угорское слово, означавшее «река», «вода».

Вторая часть суасов ещё задолго до формирования булгарской народности перемешалась с ранними предками чувашей, говоривших на особом монголо-тюркском смешанном языке (возможно, с хазарскими кабарами), а также и с частью марийцев. В результате этого образовался новый этнос, отличающийся по языку от ранних предков чувашей, от суасов и от марийцев. Ясно, что это произошло в глубокой древности, ибо смешение языков (то есть образование третьего языка из двух) возможно лишь до возникновения классового общества, то есть до формирования народности. В классовом обществе смешение языков уже невозможно, возможна только ассимиляция. Образовавшееся из трёх разноязычных племён новое племенное объединение соседние марийцы стали называть суасламари, то есть людьми, мужчинами (по-суасски, мари — мужчина, человек), может быть и марийцами по-суасски. Этот этноним, как мы уже знаем, марийцами применяется и в наши дни для обозначения чувашей. Такое происхождение чувашей подтверждается ещё и тем, что в начальном этапе смешения марийская часть суасламари, подражая суасской части, именовавшей себя речными асами, начала называть себя также речными, применяя для этого угро-финское слово ведь (веде) ’река, вода’. Этноним веда долго служил одним из самоназваний предков современных чувашей. Ссылаясь на неопровержимые доказательства, академик М. Н. Тихомиров историю чувашей убедительно связывает с ведами. Основываясь на этом и других исторических фактах, а также на материалах современной этнографо-лингвистической экспедиции, мордовский учёный Н. Ф. Мокшин приходит к выводу: «Наиболее правильным представляется мнение М. Н. Тихомирова, указавшего на тождество чувашей с ведой, последняя упоминается, в частности, в „Слове о погибели русской земли“ наряду с буртасами, черемисами и мордвой: „Буртаси, черемиси, веда и мордва бортьничаху на князя великого Володимира“. Важное доказательство того, что чуваши в средние века действительно были известны на Руси под именем веда, — это бытование данного этнонима у мордвы, причём мордва называют так чувашей вплоть до настоящего времени».— Закиев М. З., Кузьмин-Юманади Я. Ф. Волжские булгары и их потомки. — М.: ИНСАН, Российский фонд культуры, 1993. — С. 87.
Отличия чувашского языка от собственно тюркских языков М. З. Закиев объясняет влиянием монгольского и финно-угорских языков.

Чуваши (сильное монгольское и финно-угорское влияние отдалило этот язык от обычнотюркского)— Закиев М. З. История татарского народа (Этнические корни, формирование и развитие). / Закиев М. З. — М.: ИНСАН, 2008. — С. 32.

Между тем, объективная история связывает этнические корни чувашей с ведами, которые говорили на финно-угорском языке марийского типа. По-видимому, ещё в древности их язык испытывал очень сильное влияние монгольского языка. Веды в Поволжье очень тесно общались с обычнотюркоязычными суасами (одними из предков булгаро-татар), под влиянием этого языка финно-угорский язык народа веда постепенно принимал особенности суасского языка, принял от них новый этноним суас/сувас/чувас/чуваш.— Закиев М. З. История татарского народа (Этнические корни, формирование и развитие). / Закиев М. З. — М.: ИНСАН, 2008. — С. 94.
Значимость своих идейно-теоретические концепций на исторические темы филолог М. З. Закиев объясняет необходимостью защиты национальных интересов татарского народа в вопросах основания г. Казани и исконной принадлежности земель современного Татарстана.

Татаро-татарская концепция ничего общего не имеет также с национальными интересами народа, ждущего от историков и этнологов правдивого описания его этногенетических корней. Приняв эту концепцию, мы оказались бы в ложном положении и в праздновании 1000-летия Казани. В этом случае нам пришлось бы утверждать, будто город Казань был основан в булгарский период чувашеязычными булгарами, а не предками татар.— Закиев М. З. История татарского народа (Этнические корни, формирование и развитие). / Закиев М. З. — М.: ИНСАН, 2008. — С. 113.

Чувашские булгаристы отрицают право своих татарских соперников именоваться булгарами, так как видят в них потомков только пришлых монголо-татар, узурпировавших местных булгаро-чувашей и захвативших их исконные земли.— Закиев М. З. История татарского народа (Этнические корни, формирование и развитие). / Закиев М. З. — М.: ИНСАН, 2008. — С. 331.
Чувашский филолог Н. И. Егоров, в отличие от М. З. Закиева, предполагает, что веда (вяда) было не самоназванием, а мордовским экзоэтнонимом чувашей, под которым последние, якобы, были известны уже в XIII в.

Автор «Слова» упоминает вяда между черемисами и мордвой. Поэтому под вядой следует разуметь чувашей, ибо мордва до сих пор называет их ветьке.

Это название отразилось на карте Московского государства начала XVII в., составленной голландским путешественником Исааком Масса. В. Н. Татищев писал, что «мордва чюваш… называют ветке» (Татищев, 1963, II, 201). Участник Академической экспедиции 1768—1774 гг. И. Г. Георги констатировал, что чувашей называет видками, а черемисы курке марами. В мордовском фольклоре Чувашия именуется Ветькень мастор — «Чувашская земля». Следовательно, чуваши под мордовским названием вяда впервые упомянуты в первой половине XIII в.— Егоров Н. И. Примечания. // Хрестоматия по культуре Чувашского края: дореволюционный период. — Чебоксары: Чуваш. кн. изд-во, 2001. — С. 136—137.
Гипотезу М. З. Закиева развили ижевские финно-угроведы В. В. Напольских и В. С. Чураков. По их мнению веда были родственны марийцам, проживали на правобережье Волги, включая территорию сегодняшней Чувашии, и приняли участие в этногенезе чувашей наравне с мордвой, буртасами и другими финно-угорскими и тюркскими группами населения Волжской Булгарии.

Правобережье же Волги, междуречье Волги и Суры, территория сегодняшней Чувашии было по всей вероятности заселено близким марийцам населением (это следует из очевидных параллелей в традиционной культуре и антропологическом типе марийцев и чувашей, многочисленных следов языковых связей — причём как лексических, так и системного структурного сходства фонетической системы обоих языков и параллелей в морфологии и синтаксисе), к которому по крайней мере с начала XIII в. применялось мордовское название veďén (в современных мордовских языках — название чувашей), зафиксированное в форме Веда в «Слове о погибели Русской земли» [Бегунов 1965 : 150] и Wedin в письме венгра Юлиана (см. ниже). На этих территориях, представлявших интерес для развития интенсивного земледелия, достаточно рано, уже с XI—XII вв. установилось прочное булгарское влияние и шла, по-видимому, постепенная ассимиляция местного населения, достаточно рано и органично интегрированного в социальную систему булгарского государства. Помимо родственного марийцам этноязыкового компонента, Веда~Wedin в этом процессе могли принимать участие мордовские группы на западе, буртасы на юге региона (на сегодняшний день не представляется возможным установить этноязыковую принадлежность этого народа, хотя гипотеза о его аланском происхождении выглядит наиболее предпочтительно) и другие финно-угорские и тюркские группы населения Волжской Булгарии.— Напольских В. В., Чураков В. С. Финно-угорские народы Среднего Поволжья и Предуралья к началу XIII в. // История татар с древнейших времен в 7 томах. Том III. Улус Джучи (Золотая Орда). XIII — середина XV в. — Казань: Институт истории АН РТ, 2009.
В настоящее время бо́льшее признание получило мнение, считающее веда одним из племён мордвы, подтверждаемое упоминанием о «ватцкой мордве» в документах XVI в.

А преж сего ту реку Пьяну бобры били ватцкая мордва Сюдесь Алекин да кемарьскіе мордвы Кирдюш Сыресев с товарыщи на веру на государя, а рыбу и лебеди ловили на себя безоброчно.— Шумаков С. А. Сотницы (1537—1597 гг.), грамоты и выписи (1561—1696 гг.) / Издание Императорского общества истории и древностей российских при Московском университете. — М.: Университетская типография, 1902. — С. 74.
Что касается эрзянского экзоэтнонима чувашей «ветьке», в этимологическом словаре мордовских языков В. И. Вершинина его происхождение связывается с основой гидронимов на вет- — от мордовского ведь или марийского вӱд вода

#### Критика автохтонной теории
Положения автохтонной теории подверглись научной критике лишь после смерти И. В. Сталина.
21—22 мая 1956 г. Чувашский научно-исследовательский институт провёл специальную научную сессию, посвященную вопросам этногенеза чувашского народа, по итогам которой был выпущен сборник статей «О происхождении чувашского народа».

Вопрос о происхождении чувашского народа привлекает внимание ученых с давних времён. Последний раз вопросы этногенеза чувашского народа были рассмотрены на научной сессии Отделения истории и философии Академии наук СССР и Чувашского научно-исследовательского института, состоявшейся, в Москве в январе 1950 г. Эта сессия проанализировала накопленный фактический материал по археологии, антропологии, языкознанию и этнографии с целью выяснения вопроса о происхождении чувашского народа. Но недостатком сессии являлось то, что докладчики стремились во что бы то ни стало доказать предвзятую идею об автохтонности чувашского народа и рассматривали теорию булгарского происхождения чуваш не заслуживающей никакого внимания, поскольку в первые годы Советской власти её искаженно использовали чувашские буржуазные националисты в своекорыстных целях.
Правда, после 1950 г. нового фактического материала прибавилось мало, однако обсуждение вопроса о происхождении, чувашского народа с объективным анализом данных археологии, лингвистики, антропологии и этнографии становилось насущной необходимостью в научной разработке истории Чувашии. Поэтому Чувашский научно-исследовательский институт 21—22 мая 1956 г. провел специальную научную сессию, посвященную вопросам этногенеза чувашского народа.— О происхождении чувашского народа / Сборник статей. — Чебоксары: Чуваш. гос. изд-во,  1957. — С. 3.
В статье московского лингвиста, член-корреспондента АН СССР Б. А. Серебренникова, вошедшей в указанный выше сборник «О происхождении чувашского народа» сказано:

…чувашские языковеды затеяли совершенно ненужный с нашей точки зрения спор по поводу так называемой автохтонности чуваш.— Серебренников Б. А. Происхождение чуваш по данным языка. // О происхождении чувашского народа / Сборник статей. — Чебоксары: Чуваш. гос. изд-во,  1957. — С. 31.

Угро-финские племена, аборигены края, и пришлые тюркские племена являются в одинаковой мере важнейшими составными компонентами чувашского народа. Если одна из составных частей чувашского народа принадлежит к автохтонному, исконному населению края, то совершенно неправомерно отсюда делать вывод об автохтонности всего чувашского народа в целом. Точно также неправомерно говорить о миграции чуваш в целом, если одна из его составных частей действительно принадлежит племенам, проникшим извне в район Среднего Поволжья.
Следовательно, вопрос об автохтонности или не автохтонности чуваш не может быть назван серьёзным вопросом, требующим особого разрешения. Не лучше ли, приняв положение о сложности этнического состава чувашского народа, постараться исследовать более важный вопрос о том, какие следы оставили в чувашском языке различные этнические элементы, принявшие участие в формировании чувашского народа.— Серебренников Б. А. Происхождение чуваш по данным языка. // О происхождении чувашского народа / Сборник статей. — Чебоксары: Чуваш. гос. изд-во,  1957. — С. 32.

## Историческая политика
Начало политизации истории чувашей связано со специальной сессией по вопросу этногенеза казанских татар, организованной Отделением истории и философии АН СССР (Москва, апрель 1946 г.) по просьбе и совместно с Институтом языка, литературы и истории Казанского филиала АН СССР.
Причины и последствия политического влияния на процессы научных исследований в области истории и этнологии чувашей нашли отражение в работах В. А. Шнирельмана, Томохико Уяма, Андреаса Каппелера, Алена Франка.

## Фолк-хистори
В области чувашской истории и этногенеза получили распространение не являющиеся научными литературно-публицистические труды и идейно-теоретические концепции на исторические темы, созданные, в основном, непрофессионалами с позиций негационизма, и в научном сообществе получившие общее название фолк-хистори.
По мнению историков В. А. Шнирельмана, В. Р. Филиппова, И. Л. Измайлова, В. Д. Димитриева не являются научными работы следующих чувашских авторов: Г. П. Егорова, Я. Ф. Кузьмина-Юманади, С. Р. Малютина, Л. М. Иванова (Антей Илитвер), Г. А. Енисеева, Н. Куприянова. К их числу могут быть отнесены и публикации по этногенезу чувашей А. В. Изоркина, П. Я. Мульдиярова, Э. М. Сергеева, А. Н. Семёнова.
Использование народной этимологии, по мнению историка В. Д. Димитриева, является характерным для псевдонаучных публикаций чувашских «любителей истории».

Тема о народной этимологии очень актуальна для печати Чувашской Республики. Почти все «любители истории» без исторического и филологического образования в своих высказываниях о происхождении чувашей от шумеров, египтян, индо-иранцев, саков, скифов, сарматов, этрусков и т. п. «опираются» на народную этимологию.
Даже остепенённые чувашские филологи стали утверждать, что этноним чăваш произошёл от созвучного ему слова çăва «могила», означающего якобы язычника.— Димитриев В. Д. Фальсификация истории

## Интересные факты
В художественной литературе, публицистике и научных работах на чувашском языке встречаются различные варианты написания этнонима «булгары»: пулхар, пăлхар, пулхăр, пулкар.
Писатель Виктор Отставнов по этому поводу пишет:

«Пăлхарсем», — говорят чуваши с Волги про себя. «Булгарсем», «Пулкарсем» — говорят про себя закамские низовые чуваши. Произношения разные, но значение слова одно: мы — болгары. Меня однажды даже поправили наши закамские чуваши, когда я сказал «пăлхарсем»: «Ты говоришь, как чуваши с Волги», — сделали они мне замечание. Произношение действительно разное, но это, наверное, из-за того, что у чуваш несколько диалектов.— Отставнов В. К. Булгары. Роман. Книга вторая. — Чебоксары: Новое Время, 2014. — С. 109.

## Примечание
1. ↑  Чебоксаров Н. Н., Чебоксарова И. А. Народы, расы, культуры / Бромлей Ю. В.. — Москва: Наука, 1985. — 270 с.
2. ↑  Бромлей Ю. В. Этнос и этнография. — Москва: Наука, 1973. — 283 с.
3. ↑  Rachewiltz, Igor de. Introduction to Altaic philology: Turkic, Mongolian, Manchu / by Igor de Rachewiltz and Volker Rybatzki; with the collaboration of Hung Chin-fu. p. cm. — (Handbook of Oriental Studies = Handbuch der Orientalistik. Section 8, Central Asia; 20). — Leiden; Boston, 2010. — P. 7.
4. ↑  Мудрак О.А. Классификация тюркских языков и диалектов : (с помощью методов глоттохронологии на основе вопросов по морфологии и исторической фонетике). М. : РГГУ, 2009. 191 с. (Orientalia et Classica. Труды Института восточных культур и античности. Вып. XXIII).
5. ↑  Каганкатваци М. История страны Алуанк. / пер. с древнеармянского Ш. В. Смбатяна. — Матенадаран, Ереван, 1984.
6. 1 2  Булатов А. Б., Димитриев В. Д. Параллели в верованиях древних суваров и чувашей. // Учёные зап. ЧНИИ. — Чебоксары, 1962. — Вып. 21. — С. 226—236.
7. ↑  Николаев В. В. История предков чувашей. XXX в. до н. э. — XV в. н. э. — Чебоксары: Фонд историко-культурологических исследований им. К. В. Иванова, 2005. — 408 с., иллюстрации — 64 с.
8. ↑  Мадуров Д. Ф. Традиционное декоративное искусство и праздники чувашей. — Чебоксары: Чуваш. кн. изд-во, 2004. — С. 5.
9. ↑  Ювенальев Ю. Ю., Ювенальев С. Ю. Культура суваро-булгар. Этническая религия и мифологические представления. — Чебоксары, 2013. — 128 с., илл. ISBN 978-5-7361-0154-2
10. ↑  Трофимов А. А. Зороастризм: суваро-болгарская и чувашская народная культура. — Чебоксары: ЧГИГН, 2009. — 256 с., илл.
11. ↑  Трофимова Т. А. Антропологические материалы к вопросу о происхождении чувашей (рус.) // Советская этнография. — 1950. — № Советская этнография. — С. 54—65. Архивировано 18 сентября 2020 года.
12. 1 2  Алексеев В.П. ОЧЕРК ПРОИСХОЖДЕНИЯ ТЮРКСКИХ НАРОДОВ ВОСТОЧНОЙ ЕВРОПЫ В СВЕТЕ ДАННЫХ КРАНИОЛОГИИ. / Вопросы этногенеза тюркоязычных народов Среднего Поволжья. Вып. 1. Отв. ред. Халиков А.Х.. — Казань, 1971. — С. 247. — 300 с.
13. ↑  Создан атлас генетического смешивания народов. Дата обращения: 17 февраля 2014. Архивировано 22 февраля 2014 года.
14. ↑  Чувашский ДНК-проект. Дата обращения: 26 марта 2013. Архивировано 31 октября 2013 года.
15. 1 2  Tambets, K. et al. (2004) The western and eastern roots of the Saami — the story of genetic «outliers» told by mtDNA and Y-chromosome. American Journal of Human Genetics 74, 661—682. Дата обращения: 26 марта 2013. Архивировано из оригинала 15 мая 2013 года.
16. ↑  Частоты гаплогруппы E3b (недоступная ссылка)
17. ↑  Rootsi, S. et al. (2004) Phylogeography of Y-Chromosome Haplogroup I Reveals Distinct Domains of Prehistoric Gene Flow in Europe. American Journal of Human Genetics 75, 128—137. Дата обращения: 26 марта 2013. Архивировано 5 сентября 2020 года.
18. ↑  Rootsi, S. et al. (2004) Архивная копия от 5 сентября 2020 на Wayback Machine
19. ↑  Rosser, Zoë H. et al. Y-Chromosomal Diversity in Europe Is Clinal and Influenced Primarily by Geography, Rather than by Language. (2000). American Journal of Human Genetics 67(6), 1526—1543.
20. ↑  Rootsi, S. et al. A counter-clockwise northern route of the Y-chromosome haplogroup N from Southeast Asia towards Europe. (2007). European Journal of Human Genetics. 15, 204—211. Дата обращения: 26 марта 2013. Архивировано 11 ноября 2012 года.
21. ↑  Bermisheva, M., Tambets, K., Villems, R.. Khusnutdinova, E. (2002) Diversity of mitochondrial DNA haplogroups in ethnic populations of the Volga-Ural region. Moleculyamaya Biologiya 36, 990—1001. Дата обращения: 26 марта 2013. Архивировано из оригинала 22 ноября 2009 года.
22. ↑  Егоров Н. И. ТЕОРИЯ БУЛГАРО-ЧУВАШСКОЙ ЭТНОЯЗЫКОВОЙ ОБЩНОСТИ. Архивная копия от 30 сентября 2017 на Wayback Machine — Статья в электронной чувашской энциклопедии.
23. ↑  Tekin T. Volga Bulgar Kitabeleri ve Volga Bulgarcasi. Ankara, 1988.
24. ↑  Бешевлиев В. Първобългарите: Бит и култура. София. 1981.
25. ↑  Erdal M. Die Sprache der Wolgabulgarische Inschriften. Wiesbaden, 1993.
26. ↑  Алмантай В. Н. Суваро-булгарская культура. Философия символов монет и украшений. — Чебоксары, 2012. — 96 с.: илл.
27. ↑  Алмантай В. Н. Кто мы — суваро-булгары или чуваши? Очерки. Изд. 2-е, сокр. — Чебоксары, 2011. — 78 с.
28. ↑  Шафарик П. И. Славянские древности. Перевод с чешского. — М., 1847. — Т. II. — Кн. 1. — С. 269.
29. ↑  Фейзханов Х. Три надгробных болгарских надписи // Известия Русского археологического общества. — СПб., 1863. — Т. IV. — Вып. 5. — С. 395—404.
30. ↑  Ильминский Н. И. О фонетических отношениях между чувашскими и тюркскими языками // Известия Русского археологического общества. — СПб, 1865. — Т. V. — Вып. 2. — Стб. 80—84.
31. ↑  Куник А. А. О родстве хагано-болгар с чувашами по славяно-болгарскому «Именнику» // Записки имп. Российской академии наук. — СПб., 1879. — Т. 32. — Кн. 2. — Прил. № 2. — С. 118—161.
32. ↑  Munkácsi Bernát. Ujabbadale’kokamagyarnyelvtörökelemeihez// Nyelvtudomanyi Közleme’nyek. — Budapest, 1887. XX. S. 467—474.
33. ↑  Munkácsi Bernát. A magyar ne’pies hala’szat münetlve // Ethnographia. 1893. IV. S. 165—208; 261—313.
34. ↑  Munkácsi Bernát. A magyar te’mnevek östörte’neti valloma’sai // Ethnographia. 1894. V. S. 1—25.
35. ↑  Смирнов И. Н. Черемисы: историко-этнографический очерк. — Казань, 1889. — С. 19—20.
36. ↑  Paasonen H. Die Türkischen Lehnwörter im Morwinischen // Journal de la Société Finno-Oygrienne. Helsingfors, 1897. XV. № 2. S. 1—64.
37. 1 2 3  Ашмарин Н. И. Болгары и чуваши. — Казань, 1902. — С. 38.
38. ↑  Wichmann Y. J. Die tschuwassischen Lehnwörter in den permischen Sprachen // Mémoïres de la Société Finno-Oygrienne. Helsingfors, 1903. XXI. S. XXVIII+171.
39. ↑  Смирнов И. Н. Волжские болгары // Книга для чтения по русской истории / Под редакцией М. В. Довнар-Запольского. М., 1904. С. 64 — 80. Эта же статья включена в книгу: Русская история в очерках и статьях / Под редакцией М. В. Довнар-Запольского. — М., 1910. — Т. I. — С. 16—33.
40. ↑  Гаркави, Ein Briefwechsel, стр. 86, по Фр. Вестбергу, ЖМНП, Крит. и библ., стр. 19.
41. ↑  Вопросы этногенеза тюркоязычных народов Среднего Поволжья. Археология и этнография Татарии : сборник статей. — Казань, 1971. — Вып.1.
42. ↑  История и культура Чувашской АССР : сб. ст.: [в 4 вып.] / НИИ яз., лит., истории и экономики при Совете Министров Чуваш. АССР. — Чебоксары, 1971. — Вып. 1. — С. 481—517.
43. ↑  Халиков А. X. Истоки формирования тюркоязычных народов Поволжья и Приуралья // Вопросы этногенеза тюркоязычных народов Среднего Поволжья. — Казань, 1971. — С. 11-38.
44. ↑  Оборин В. А. Некоторые вопросы этногенеза коми-пермяков. // Вопросы марксистско-ленинской теории нации и национальных отношений : сборник статей. — Пермь, 1972. — С. 135.
45. ↑  Постановление ЦК ВКП(б) от 9 августа 1944 г. «О состоянии и мерах улучшения массово-политической и идеологической работы в Татарской партийной организации»
46. ↑  Происхождение казанских татар: Материалы сессии отделения истории и философии АН СССР, организованной совместно с институтом языка, литературы и истории Казанского филиала АН СССР, 25—26 апреля 1946 г. в г. Москве (по стенограмме). — Казань: Татгосиздат, 1948. — 160 с.
47. ↑  Ковалевский А. П. Книга Ахмеда ибн-Фадлана о его путешествии на Волгу в 921—922 гг. — Харьков: Изд-во. Харьковского гос. университета им. А. М. Горького, 1956. — 345 с.
48. ↑  Ковалевский А. П. Чуваши и булгары по данным Ахмеда Ибн-Фадлана. — Чебоксары: Чуваш. гос. изд-во, 1954. — С. 49.
49. 1 2  Ковалевский А. П. Чуваши и булгары по данным Ахмеда Ибн-Фадлана. — Чебоксары: Чуваш. гос. изд-во, 1954. — С. 50.
50. ↑  Ковалевский А. П. Чуваши и булгары по данным Ахмеда Ибн-Фадлана. — Чебоксары: Чуваш. гос. изд-во, 1954. — С. 17.
51. ↑  Димитриев В. Д. Об обосновании Н. И. Ашмариным теории болгаро-чувашской языковой и этнической преемственности. // Известия Национальной академии наук и искусств Чувашской Республики. — 1996. — № 1. — С. 183—200.
52. ↑  Измайлов И. Л. Незаконнорожденные дети господ журналистов или о навязчивом шумеро-булгаризаторстве истории татар. Дата обращения: 26 марта 2013. Архивировано 26 марта 2013 года.
53. 1 2  Вершинин В. И. Этимологический словарь мордовских (эрзянского и мокшанского) языков. Т. 1 (Аба — Кеверь). — Йошкар-Ола, 2004. — С. 50.
54. ↑  Русско-эрзянский словарь // Сайт газеты «Эрзянь мастор». Дата обращения: 26 марта 2013. Архивировано 29 апреля 2014 года.
55. ↑  Тихомиров М. Н. Российское государство XV—XVII веков. — М., 1973. — С. 92.
56. ↑  Мокшин Н. Ф. Мордовское название чувашей. // Советское финноугроведение. — 1978. — № 4. — С. 281—182.
57. ↑  О происхождении чувашского народа / Сборник статей. — Чебоксары: Чуваш. гос. изд-во, 1957. — 132 с.
58. ↑  Происхождение казанских татар: Материалы сессии отделения истории и философии АН СССР, организованной совместно с институтом языка, литературы и истории Казанского филиала АН СССР, 25—26 апреля 1946 г. в г. Москве (по стенограмме). — Казань: Татгосиздат, 1948. — 160 с.
59. ↑  Шнирельман В. Очарование седой древности: Мифы о происхождении в современных школьных учебниках. // Неприкосновенный запас. — 2004. — Вып. 5 (37).
60. ↑  Shnirelman V. A. Who Gets the Past? Competition for Ancestors among non-Russian Intellectuals in Russia. Архивная копия от 29 сентября 2013 на Wayback Machine Baltimore: The Johns Hopkins University Press, 1996. 112 pp.
61. ↑  Уяма Т. От «булгаризма» через «марризм» к национальным мифам: дискурсы о татарском, чувашском и башкирском этногенезе // Новая волна в изучении этнополитической истории Волго-Уральского региона / Под ред. К. Мацузато. — Саппоро: Центр славянских исследований, 2003. — С. 16—51.
62. ↑  Kappeler A. L’ethnogénèse des peuples de la Moyenne-Volga (Tatars, Tchouvaches, Mordves, Maris, Oudmourtes) dans les recherches soviétiques // Cahiers du monde russe et soviétique. Année. 1976. Volume 17. Numéro 17-2-3, pp. 311—334.
63. ↑  Frank A. J. Islamic Historiography and «Bulghar» Identity among the Tatars and Bashkirs of Russia. Архивная копия от 29 сентября 2013 на Wayback Machine Leiden: Brill, 1998. ix + 232 pp.
64. ↑  Шнирельман В. А. Мифы диаспоры. (недоступная ссылка) // Диаспоры. — 1999. — № 2—3.
65. ↑  Филиппов В. Р. Чувашия девяностых. Этнополитический очерк. — М.: Центр цивилизац. и регион. исслед. РАН, 2001. — 250 с.
66. ↑  Измайлов И. Л. Незаконнорожденные дети господ журналистов или о навязчивом шумеро-булгаризаторстве истории татар. Дата обращения: 26 марта 2013. Архивировано 26 марта 2013 года.
67. ↑  Димитриев В. Д. Вместо предисловия // Смирнов И. Н. О волжских болгарах-чувашах.
68. ↑  Егоров, Г. П. Воскресение шумеров : о происхождении чуваш. этноса / Геннадий Егоров. 2-е изд. Чебоксары, 1993. 110, [2] с.
69. ↑  Егоров, Г. П. Чăваш. Шумер : о происхождении чуваш. этноса / Г. П. Егоров. Чебоксары, 1992. 50 [1] с.
70. ↑  Егоров, Г. П. Казаки : переворот истории : о происхождении чуваш. этноса и его связях с историей казачества / Г. Егоров. — Чебоксары: Атăл, 1995. — 103, [1] с.
71. ↑  Закиев М. З., Кузьмин-Юманади Я. Ф. Волжские булгары и их потомки. М., 1993. 160 с.
72. ↑  Кузьмин-Юманади Я. Ф., Кулешов П. Этногенез чуваш по данным этнографии, археологии, антропологии и лингвистики. Часть II. Казань, 2004. 35 с.
73. ↑  Малютин С. Р. Этногенез чувашского народа / С. Р. Малютин. Чебоксары, 2000. 175 с.
74. ↑  Малютин С. Р. Проблемы этногенеза и этнической истории чувашей. Вып. I. Хуннская эпоха. — Чебоксары: ЧГИГН, 1996. — 80 с.
75. ↑  Иванов Л. М. (Антей Илитвер). Среднеазиатская версия происхождения чувашского народа. Чебоксары, 2005.
76. ↑  Иванов Л. М. (Антей Илитвер). Чуваши-сувары (Краткие исторические очерки)
77. ↑  Антей Илитвер. От гипотезы дрейфа материков к гипотезе происхождения гуннов — предков чувашей и других тюркских народов. Ч. 1. Чебоксары, 1993. 56 с.
78. ↑  Енисеев Г. А. Немецкий ученый Лотар Куш нашел в языке инков 120 чувашских слов. Есть ли этому объяснение? // Чăвашъен. 1994. № 11.
79. ↑  Енисеев Г. А. Амазонки — не миф, а реальная история // Чăвашъен. 1994. № 9.
80. ↑  Куприянов Н. Баер думал, что Скифы, Чудь есть одно. // Чăвашъен. 1993. № 12. С. 3.
81. ↑  Изоркин А. В. История чувашского народа. Часть 1. (недоступная ссылка) — Чебоксары, 1995.
82. ↑  Мульдияров П. Я. Чувашский язык и происхождение чуваш. // ЛИК. 2006. № 2.
83. ↑  Сергеев Э. М. Дар Минотавра
84. ↑  Семёнов А. Н. Алмуш патша ислам йышăннах-ши? Архивная копия от 3 ноября 2013 на Wayback Machine // Сувар. 2013. Ака, 4 (15 (1005) №). С. 5.
85. ↑  Семёнов А. Н. «Сувар çыннисем» текен халăх. // Сувар. 2013. Çĕртме, 14 (24 №).
86. ↑  Семёнов А. Н. Шыв çыннисем вунă ăрăвĕ. // Сувар. 2013. Çурла, 23 (34 №).
87. ↑  Семёнов А. Н. Чăвашсем — шыв йышĕсем. // Сувар. 2013. Авăн, 27 (39 №).
88. ↑  Журналистикăна чунтан парăннă Архивная копия от 18 апреля 2015 на Wayback Machine — статья в газете Сувар.
89. ↑  Ашмарин Н. И. Словарь чувашского языка : В 17 т. : Т. 10. — Чебоксары: Чуваш. гос. изд-во, 1935. — С. 112.
90. ↑  Чăваш халахĕ аслă Сталин патне яна çыру. Архивная копия от 28 июня 2019 на Wayback Machine — Шупашкар: Чувашгиз, 1937. — С. 4.
91. ↑  Егоров. Г. П. Воскресение шумеров. 2-е изд. перераб. доп. — Чебоксары: Атăл, 1993 г. — С. 31.
92. ↑  Отставнов В. К. Булгары. Роман. — Чебоксары: Новое Время, 2012. — С. 605.